# 이조 (조선 초기 왕족)
이조(李朝, 1356년 ~ 1408년)는 고려(高麗) 말기의 문신(文臣)이며 조선(朝鮮) 시대 초기의 왕족 종실(王族 宗室)이자 문신(文臣) 및 무신(武臣)이다. 본관은 전주(全州)이다.

## 생애
그는 완풍대군(完豊大君)으로 추증(追贈)된 이원계(李元桂)의 아들이자 이양우(李良祐)와 이천우(李天祐)의 아우이고 이백온(李伯溫)의 형이며 조선 태조 이성계(朝鮮 太祖 李成桂)의 이복 조카이다.
1385년을 전후한 시기에 음서(蔭敍)로 고려(高麗) 관직에 천거되어 남경부소윤(南京府少尹)을 지내다가 1392년 이복 숙부 이성계(李成桂)가 고려(高麗)를 멸하고 조선(朝鮮)을 건립하여 초대 군주로 등극하자 조선 왕족 종실(朝鮮 王族 宗室)로써 등림되어 완흥정(完興正)에 책봉되었고 1년 후 1393년 완평군(完平君)에 진봉되었고 1396년 완남군(完南君)에 개봉되었으며 그 후 태종 시절이던 1405년 완남평부원군(完南平府院君)에 진책되었다.